# Weinbau in Algerien
Der Weinbau in Algerien geht wie in vielen Mittelmeerländern auf die Phönizier und Griechen zurück. Später betrieben dann die Römer Weinbau in größerer Menge. Durch die Ausbreitung des Islam kam die Weinproduktion fast völlig zum Erliegen und wurde auf Tafeltrauben umgestellt.

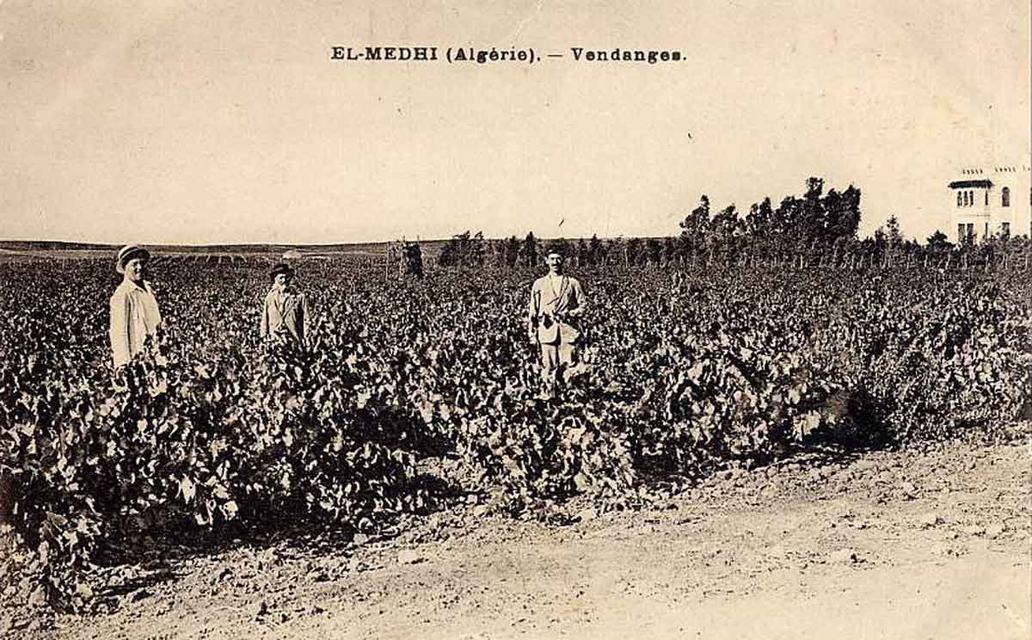
Weinlese in El Medhi während der französischen Kolonialzeit

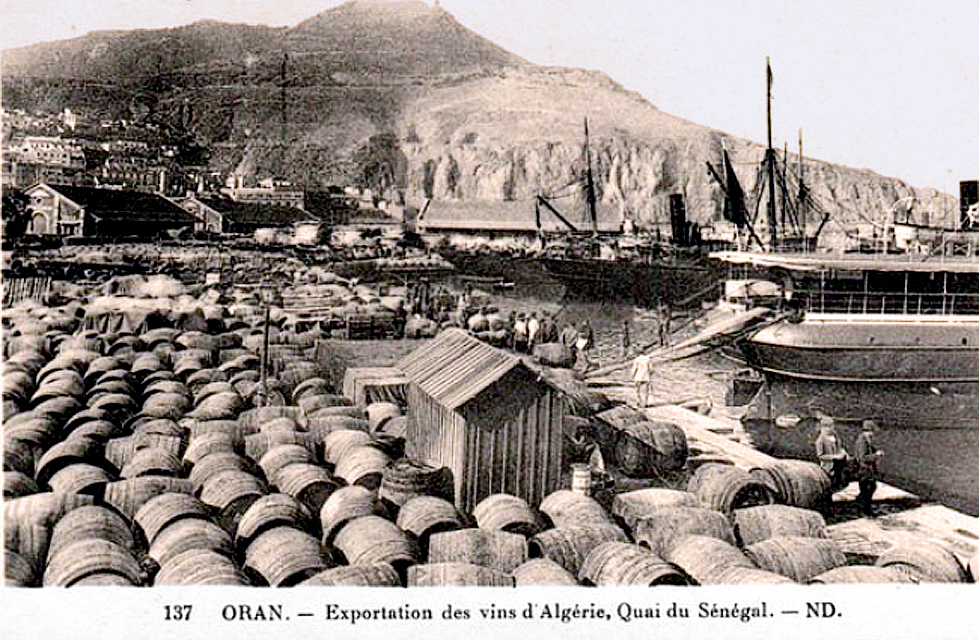
Verladung von Weinfässern im Hafen von Oran zum Export nach Frankreich (Anfang 20. Jahrhundert)

Erst während der französischen Kolonialzeit entwickelte sich die Weinproduktion wieder. 1938 erreichte sie mit 21.000.000 Hektolitern den Höhepunkt. Dies stellte gleichzeitig ein Drittel der gesamten französischen Weinproduktion und ein wichtiges Segment in der algerischen Wirtschaft dar. Mit der Unabhängigkeit Algeriens fiel ein Großteil des Exportmarktes weg. Gleichzeitig haben viele Franzosen Algerien verlassen, wodurch auch viel vom Wissen um den Weinbau verschwand. Damit begann eine schwere Krise in diesem Wirtschaftszweig. Einige Jahre hindurch nahm dann die UdSSR etwa ein Viertel der Produktion ab.
Der Großteil des kolonialen Weinbaus produzierte einfachen Massenwein, der für den Verschnitt hauptsächlich nach Frankreich und ins restliche Europa exportiert wurde.
Heute werden auf einer Fläche von 69.000 Hektar Tafeltrauben und 500.000 Hektoliter Wein produziert. Die Weinbaugebiete sind nach dem algerischen Weingesetz in sieben Appellationen aufgeteilt, welche sich alle in küstennahen Gegenden befinden. Das Klima ist im Winter recht mild, während die Sommer trocken und heiß sind. In Anlehnung an das französische Weingesetz wird hier vom Office national de commercialisation des produits viticoles (ONCV) das Prädikat AOG vergeben. Die ONCV ist eine staatliche Vermarktungsorganisation für landwirtschaftliche Produkte und übernimmt auch einen Großteil der Weiterverarbeitung, Abfüllung und Export des Weines. Sie untersteht dem Landwirtschaftsministerium. Zum Einsatz kommen vorwiegend sehr alte Rebstöcke mit den bevorzugten Rebsorten Carignan, Alicante Bouschet, Cinsaut und Grenache. Neben diesen brachten die Franzosen auch noch Aramon, Gamay und verschiedene Pinots mit nach Algerien.
Praktisch alle Weingüter sind in Kooperativen, die riesige Gebiete umfassen, zusammengefasst. Diese Kooperativen stehen unter staatlicher Aufsicht. Eine der größten Kooperativen ist die Union des Cooperatives des Viticulteures (COOPEVIT), auf deren Weingütern etwa 10.000 Menschen arbeiten. In den letzten Jahren gibt es Bemühungen, den Export von algerischen Wein zu verstärken. Damit einher gehen qualitative Verbesserungen, und die Kooperativen konnten auch ein geringes Maß an Selbständigkeit erreichen.

## Weinbaugebiete

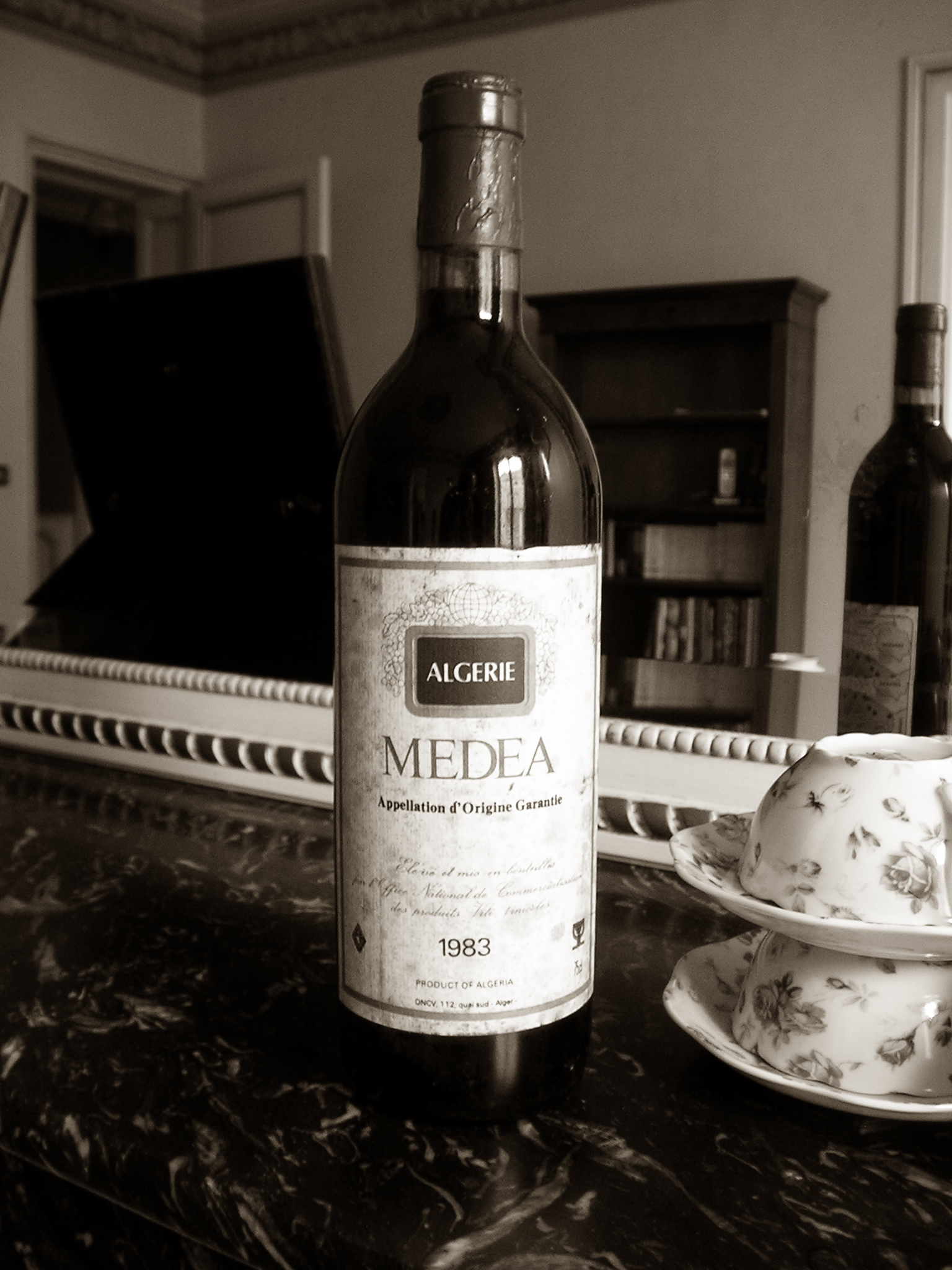
Flasche aus einem Jahrgang 1983 Wein von Médéa

Die Appellationen mit dem Prädikat AOG sind:

### Im Umfeld von Algier (Algérois)
- Haut Dahra: Gegend um Algier, die Rebflächen befinden sich auf einer Höhe von ca. 600 m. Die Rebsorten für den Weißwein sind : Clairette pointue, Maccabeo, Grenache Blanc, Furmint. Für den Rotwein kommen folgende Rebsorten zum Einsatz : Cinsault, Carignan, Grenache, Pinot Noir, Syrah, Morastel, Alicante Bouschet.

- Ain-Bessem-Bouira: Gebiet südöstlich von Algier bei den Städten Ain-Bessem und Bouira. Die Böden sind kalkstein- sowie schieferhaltig. Die Weinberge befinden sich auf einer Höhe von 500 m. Es werden kräftige Rotweine sowie alkoholstarke und fruchtige Roséweine hergestellt. Die Rebsorten für den Weißwein sind : Clairette pointue, Tizourine bou afrara, Farhana, El-Maoui, Maccabeo. Für den Rotwein kommen folgende Rebsorten zum Einsatz: Cinsault, Carignan, Grenache, Cabernet Sauvignon, Pinot Noir, Alicante Bouschet.

- Côteaux du Zaccar: Bei Miliana, im Südwesten Algiers. Die Weine wachsen auf Lehm- und Kalkböden in einer Höhe zwischen 400 und 900 m. Die Rebsorten für den Weißwein sind : Clairette pointue, Tizourine bou afrara, Farhana, El-Maoui, Macabeo, Chardonnay : Für den Rotwein werden folgende Rebsorten eingesetzt: Cinsault, Carignan, Grenache, Pinot Noir, Syrah, Alicante Bouschet.

### Im Umfeld von Médéa
- Médéa: Dieses Gebiet befindet sich südlich von Algier. Die Weinberge befinden sich auf einer Höhe von 600 bis 1200 m und haben hauptsächlich sandige oder mergelhaltige Böden. Bei den Rebsorten findet man jene von Côteaux du Zaccar und bei den Weißweinen zusätzlich Merseguerra und Furmint. Bei den Rotweinen finden sich noch zusätzlich die Sorten Cabernet Sauvignon, Cabernet Franc, Mourvèdre, Pinot Noir, Morastel und Alicante-Bouschet.

### Im Umfeld von Oran (Oranie)
- Côteaux de Mascara: hier werden feine Weine auf einem Kalksteinplateau hergestellt. Wenn die Weinberge niedrig (ca. 200 m) gelegen sind, heißen sie «Mascara». Sie werden hingegen «côteaux de Mascara» genannt, wenn die Weinberge auf einer Höhe von 600 bis 800 m liegen. Rebsorten für den Weißwein sind: Clairette pointue, Tizourine bou arara, Farrana, El Maoui, Furmint, Chardonnay. Jedoch wird hauptsächlich Rotwein aus den Rebsorten Cinsault, Carignan, Grenache und Cabernet Sauvignon hergestellt. Der Rotwein ist sehr körper- und alkoholreich (13–15,5 %), fast schwarz und wird aufgrund dieser Eigenschaften in Nordeuropa als Deckwein sehr geschätzt.

### Weitere Appellationen
- Monts du Tessalah
- Coteaux de Tlemcen